# أمزميز

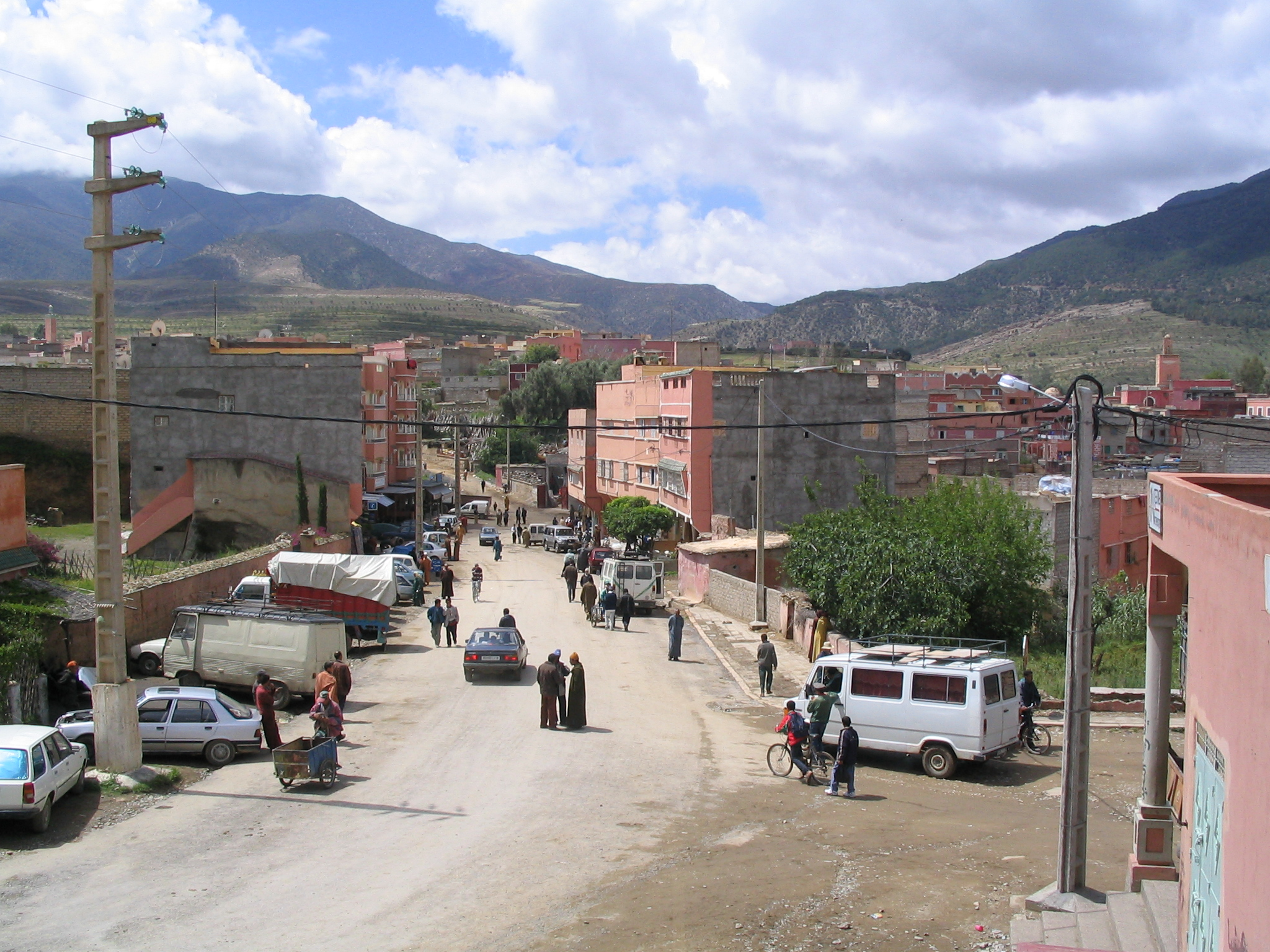
في المدينة.

أمزميز مدينة صغيرة في المغرب. تقع على بعد 56 كلم جنوب مدينة مراكش. تتميز بطبيعتها الخضراء. تتبع إداريا لعمالة إقليم الحوز وجبالها العالية التي تمتد من سلسلة جبال الأطلس الكبير، والتي تعطي هذه المدينة الصغيرة جمالا ورونقا منذ القديم.
وتعتبر هذه المدينة من أقدم المدن المغربية حيث شهدت استقرار مجموعة من القبائل والأجناس المخلتفة من مسيحيين ويهود استقروا بها وزاولوا مجموعة من الحرف والمهن التي جلبوها إلى المنطقة. عانت المنطقة ولا تزال من الفقر والتهميش وانعدام البنيات التحتية بها.

## مناخ
تتميز منطقة أمزميز بطبيعة خلابة حيث تقع المنطقة وراء سلسلة من الجبال التي تتميز بغطاء نباتي متميز ووجود موارد مائية مهمة من وديان وعيون، ثروة مائية غنية لا يستغل منها إلا النزر القليل و تكتسي الجبال فستانها الأبيض في فصل الشتاء حيث تكون الثلوج قد غطت كل شيء .
عرفت المنطقة تعاقب سنوات الجفاف التي لها أثر سلبي على اقتصاد المنطقة مما ساهم في تكبد الفلاحين خسائر خلال السنوات الأخيرة بسبب الاعتماد على التساقطات المطرية.

## خدمات
توجد مجموعة من المصالح الإدارية من مقر الدائرة والقيادة ودار الجماعة القروية ومركز للدرك الملكي ومستوصف صحي ودار الأمومة بالإضافة إلى ثانويتين ثانوية الفراهيدي التأهيلية وثانوية ابن ماجة احدثت إحداها في مستهل سنة 2002-2003م بالإضافة إلى مجموعة من المدارس الابتدائية؛ مدرسة مارية القبطية، مدرسة الأطلس، مدرسة ابن الونان.

## اقتصاد
تشتهر منطقة أمزميز بالنشاط الفلاحي حيث تتميز بغطاء نباتي متنوع من أشجار الجوز والزيتون والصنوبر. يعتمد سكان أمزميز على مهن وحرف متنوعة فبالإضافة إلى الفلاحة هنالك فنون الخزف وبعض الحرف التقليدية كالزرابي والآلات والأدوات التقليدية، وتربية النحل حيث تتواجد بالمنطقة جمعيات المجتمع المدني تعنى بهذا الميدان. بالإضافة إلى الموظفين العموميين بمختلف القطاعات الحكومية.

## تقسيم إداري
تتكون دائرة أمزميز من مجموعة من الجماعات القروية منها، أمزميز، سيدي بدهاج، تزكين، أمغراس، أزكور، وزكيتة، أنكال، دار الجامع،
في إطار الأنشطة التي تنظمها جماعة أمزميز هنالك المهرجان السنوي الذي يقام خلال شهر يوليوز من كل سنة ابتداء من المهرجان الأول المنظم سنة 2003-2004 والمهرجان الفاني سنة 2004/2005

## مواقع خارجية
- صور أمزميز
- مهرجان أمزميز في الصيف
- بطاقات بريدة قديمة من أمزميز